# Schwarze Kapelle
Schwarze Kapelle war eine Bezeichnung der Gestapo für eine Widerstandsgruppe gegen den Nationalsozialismus und die Kriegführung der Wehrmacht. Sie bestand überwiegend aus Wehrmachts- und Geheimdienstangehörigen unter Führung von Abwehrchef Wilhelm Canaris. Einige Mitglieder wie Claus von Stauffenberg waren am Attentat vom 20. Juli 1944 beteiligt und wurden in der Folge hingerichtet. 
Der Name entstand in Anlehnung an die weitverzweigte Rote Kapelle. 

## Mitglieder
- Admiral Wilhelm Canaris (1887–1945),
- Generalmajor Hans Oster (1887–1945),
- Generalmajor Henning von Tresckow (1901–1944),
- General Erich Fellgiebel (1886–1944),
- Generaloberst Ludwig Beck (1880–1944),
- Generalfeldmarschall Erwin von Witzleben (1881–1944),
- General Erich Hoepner (1886–1944),
- Oberst Claus Schenk Graf von Stauffenberg (1907–1944),
- Fabian von Schlabrendorff (1907–1980),
- General Friedrich Olbricht (1888–1944),
- Erich Kordt (1903–1969),
- Ulrich von Hassell (1881–1944),
- Carl Friedrich Goerdeler (1884–1945),
- Dietrich Bonhoeffer (1906–1945),
- Generaloberst Franz Halder (1884–1972),
- Hans von Dohnanyi (1902–1945),
- Hans Bernd Gisevius (1904–1974),
- Helmuth Groscurth (1898–1943),
- Generalmajor Erwin von Lahousen (1897–1955),
- Helmuth James Graf von Moltke (1907–1945),
- Peter Yorck von Wartenburg (1904–1944),
- Adam von Trott zu Solz (1909–1944),
- Ernst von Weizsäcker (1882–1951),
- Hasso von Etzdorf (1900–1989)

## Film
- Geheimaktion Schwarze Kapelle